# Recetas para todos los días
Recetas para todos los días es el primer libro de la nutricionista uruguaya Cata de Palleja. El mismo fue publicado por Editorial Planeta en julio de 2020.

## Reseña
«Recetas para todos los días» . El libro es un libro de cocina con recetas diarias, económicas y equilibradas, que se destacan por llevar poco tiempo de elaboración.
Las fotografías tapa de libro y del interior fueron realizadas por Lucía Carriquiry en la cocina de la familia Risso. 

Agotó su primera edición en pocos días y lleva cuatro ediciones, convirtiéndolo en un superventas. En julio y agosto de 2020, estuvo primero en la lista de libros más vendidos en Uruguay según la Cámara Uruguaya del Libro, segundo entre los cinco más vendidos en septiembre del mismo año. El libro fue reconocido con el Premio Libro de Oro en 2021 por la Cámara Uruguaya del Libro.